# Poliamoria

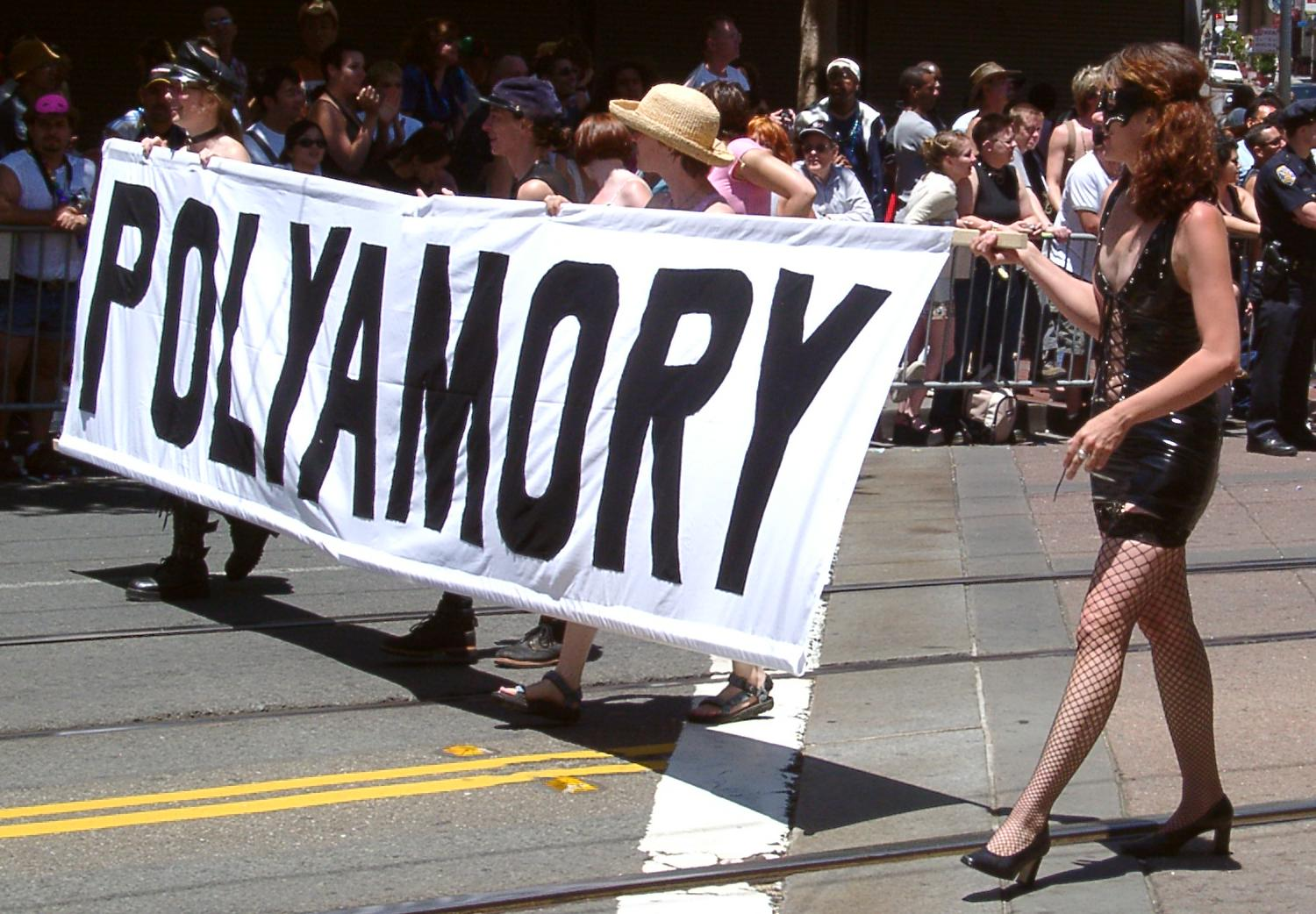
San Francisco Pride, 2004

Poliamoria (gr. poly „wiele”, łac. amor „miłość”) – wielomiłość rozumiana jako praktyka lub pragnienie posiadania wielu romantycznych związków w tym samym czasie z pełną wiedzą zaangażowanych osób  ; często klasyfikowana jako jedna z form etycznej, konsensualnej niemonogamii  . Osoby zamierzające być lub będące w takich relacjach określa się osobami poliamorycznymi lub w skrócie poli  .
Poliamoria bywa interpretowana jako szczególna orientacja seksualna oraz forma tożsamości deklarowana przez część ludzi. Osoby identyfikujące się jako poliamoryczne mogą wierzyć w otwarte związki przy świadomym zarządzaniu zazdrością i odrzucać pogląd, że wyłączność seksualna i relacyjna są warunkiem koniecznym dla głębokich, zaangażowanych, długoterminowych i pełnych miłości związków. Inni mogą zdecydować się na ograniczenie swojej aktywności seksualnej tylko do osób należących do grupy, taki związek określany jest jako zamknięty związek poliamoryczny.
Według danych z lipca 2009 roku liczba poliamorycznych związków w Stanach Zjednoczonych wynosi ponad pół miliona.

## Terminologia
Termin poliamoria został użyty pierwszy raz przez parę Morning Glory i Oberon Zell, żyjących w otwartym związku w późnych latach 80, XX wieku.  Choć w latach 60, XX wieku koncepcja była znana pod nazwą związku niemonogamicznego opisanego w powieści Roberta Heinleina (1961) Stranger in a Strange Land. Inni autorzy wskazują na sporadyczne używanie terminu od roku 1951.

### Definicja
Poliamoria to termin, który obejmuje wiele różnych form wieloosobowych; układy poliamoryczne są zróżnicowane odzwierciedlając wybory i filozofie zaangażowanych osób. Większość definicji wskazuje na istnienie w systemach poliamorycznych wielu jednoczesnych związków miłosnych przy zachowaniu szczerości i otwartości. Od niektórych innych form etycznej niemonogamii, takich jak swingowanie, poliamoria odróżnia się tym, że relacje w jej ramach są intymnymi związkami opartymi na miłości, w przeciwieństwie do relacji czysto seksualnych.
W krytycznej ocenie, poliamoria bywa traktowana jako część teorii queer, anarchistyczny projekt polityczny zwalczający przymus, dominację i kontrolę. 

## Symbole

Najstarszy projekt flagi poliamorii został stworzony przez Jima Evansa w 1995 roku[16]. Grecka litera Pi reprezentuje pierwszą literę w słowie poliamoria. Evans szukał symbolu, który mógłby być używany bez zwracania na siebie większej uwagi[17].
Flaga poliamorii zaprojektowana przez Red Howell. Projekt został wybrany w 2022 r. spośród czterech kandydatów za pośrednictwem ankiety internetowej przeprowadzonej przez bloga PolyamProud[18][19][20].
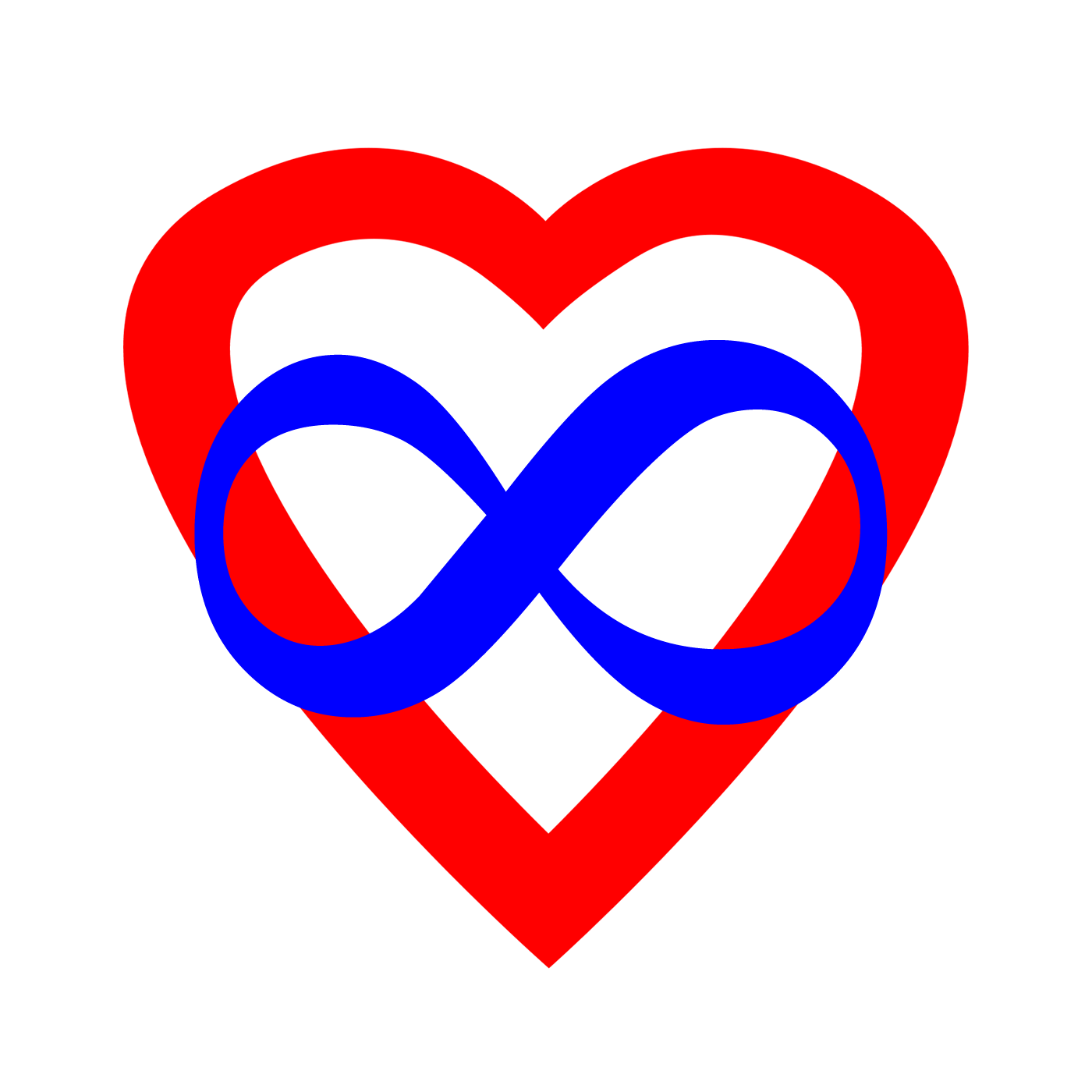
Serce z nieskończonością – często używany symbol poliamorii[21].